# Verhnyeszorokino
Verhnyeszorokino (orosz betűkkel: Верхнесорокино, baskír nyelven: Үрге Сорокин) falu Oroszországban, a Baskír Köztársaságban, a Miskinói járásban.

## Népesség
- 2002-ben 443 lakosa volt, akik mindannyian marik.
- 2010-ben 412 lakosa volt.